# Џозеф (Јута)
Џозеф (енгл. Joseph) град је у америчкој савезној држави Јута.

## Демографија
По попису из 2010. године број становника је 344, што је 75 (27,9%) становника више него 2000. године.
| Група             | 2000.       | 2010.       |
| Белци             | 246 (91,4%) | 336 (97,7%) |
| Афроамериканци    | 2 (0,7%)    | 1 (0,3%)    |
| Азијати           | 1 (0,4%)    | 0 (0,0%)    |
| Хиспаноамериканци | 18 (6,7%)   | 6 (1,7%)    |
| Укупно            | 269         | 344         |